# Малыгин, Константин Алексеевич
Константин Алексеевич Малыгин (7 (20) ноября 1905 года, село Никольское, Уярская волость, Канский уезд, Енисейская губерния, ныне Уярский район, Красноярский край — 11 мая 1990 года, Москва) — советский военный деятель, генерал-майор танковых войск (7 февраля 1943 года). Герой Советского Союза (17 ноября 1943 года).

## Начальная биография
Константин Алексеевич Малыгин родился 7 (20) ноября 1905 года в селе Никольское ныне Уярского района Красноярского края.
В 1917 году окончил три класса школы в родном селе.

## Военная служба

### Довоенное время
В октябре 1923 года призван в ряды РККА и направлен на учёбу Красноярскую артиллерийскую школу, после окончания которой в сентябре 1927 года назначен на должность командира взвода в составе артиллерийского полка (1-я Казанская стрелковая дивизия).
С февраля 1928 года командовал взводом в артиллерийских полках в составе 13-го и 18-го стрелковых корпусов (Приволжский военный округ), а с марта 1930 года служил на должностях помощника командира батареи по политической части, командира взвода учебного дивизиона и командира батареи артиллерийского полка.
В октябре 1931 года назначен на должность командира взвода артиллерийского дивизиона Краснознамённого пехотного училища, преобразованного вскоре в Ульяновское танковое училище, а в январе 1933 года — на должность помощника командира дивизиона этого же училища.
В ноябре 1933 года Малыгин направлен на учёбу Военную академию механизации и моторизации РККА, после окончания которой в декабре 1937 года был назначен на должность начальника штаба 38-й легкотанковой бригады, а в марте 1941 года — на должность начальника штаба 41-й танковой дивизии (22-й механизированный корпус, Киевский Особый военный округ).

### Великая Отечественная война
С началом войны дивизия во время приграничного сражения принимала участие в ходе встречного танкового сражения в районе Луцка, в том числе при нанесении контрудара Юго-Западного фронта во фланг 1-й танковой группы противника по направлению на Дубно, а затем во время Киевской оборонительной операции — в оборонительных боевых действиях на Коростеньском укреплённом районе.
В августе 1941 года назначен на должность командира 28-й танковой бригады, которая вскоре принимала участие в боевых действиях в ходе Можайско-Малоярославецкой и Клинско-Солнечногорской оборонительных и Ржевско-Вяземской наступательной операциях, а также в оборонительных и наступательных боевых действиях на ржевском направлении.
В декабре 1942 года Малыгин назначен на должность командующего бронетанковыми и механизированными войсками 3-й ударной армии, которые принимали участие в боевых действиях в ходе Великолукской наступательной операции.
В феврале 1943 года назначен на должность командующего Тамбовским военным танковым лагерем, который занимался формированием и подготовкой танковых и механизированных частей и соединений для действующей армии. В августе того же года назначен на должность командира 9-го механизированного корпуса, который во время битвы за Днепр, преследуя противника на яготинском направлении, форсировал Днепр в районе села Зарубинцы и затем вёл боевые действия по завоеванию и расширению букринского плацдарма.
Указом Президиума Верховного Совета СССР от 17 ноября 1943 года за умелое командование корпусом и проявленные в боях с немецко-фашистскими захватчиками мужество и героизм генерал-майору танковых войск Константину Алексеевичу Малыгину присвоено звание Героя Советского Союза с вручением ордена Ленина и медали «Золотая Звезда».
Вскоре корпус под командованием Малыгина принимал участие в ходе Киевской, Житомирско-Бердичевской и Проскуровско-Черновицкой наступательных операций, а также в освобождении Киева, Коростышева и Житомира.
В апреле 1944 года назначен на должность заместителя командующего Харьковским военным танковым лагерем по боевой подготовке.

### Послевоенная карьера
После окончания войны находился на прежней должности.
В июле 1945 года Малыгин назначен на должность командира 7-й учебной танковой дивизии, в октябре 1946 года — на должность командира 9-й гвардейской танковой дивизии, а в декабре 1948 года — на должность старшего преподавателя Военной академии бронетанковых и механизированных войск Красной Армии.
В июле 1950 года направлен на учёбу на Высшие академические курсы при Высшей военной академии имени К. Е. Ворошилова, после окончания которых в июле 1951 года назначен на должность командующего бронетанковыми и механизированными войсками Киевского военного округа, в июле 1953 года — на должность старшего военного советника командующего бронетанковыми и механизированными войсками Народно-освободительной армии Китая.
С декабря 1956 года состоял в распоряжении главнокомандующего Сухопутных Войск и в мае 1957 года был назначен на должность начальника особого факультета по подготовке офицеров армий стран народной демократии при Военной академии бронетанковых войск.
Генерал-майор Константин Алексеевич Малыгин в январе 1961 года вышел в запас. Умер 11 мая 1990 года в Москве. Похоронен на Введенском кладбище (4 уч.).

## Награды
- Медаль «Золотая Звезда» (17.11.1943);
- Два ордена Ленина (17.11.1943, 20.06.1949);
- Два ордена Красного Знамени (3.11.1944; 30.04.1954);
- Орден Суворова 2 степени (10.01.1944);
- Орден Кутузова 2 степени (31.01.1943);
- Орден Отечественной войны 1 степени (11.03.1985);
- Орден Красной Звезды (1941);
- Медали.
- Иностранные награды.

- Почётный гражданин города Коростышев (Житомирская область, Украина).

## Память
- В Москве на доме, в котором жил К. А. Малыгин, установлена мемориальная доска.
- * Имя Героя увековечено в Главном Храме Вооружённых сил России и на мемориале «Дорога памяти»[1]

## Воинские звания
- Майор (22.12.1937);
- Подполковник (10.10.1940);
- Полковник (1941);
- Генерал-майор танковых войск (7.02.1943);
- Генерал-майор (26.04.1984).

## Книги
- Малыгин К. А. В центре боевого порядка. — М.: Воениздат, 1986. — 206 с. — (Военные мемуары). — 65 000 экз.